# Medaglia di Benemerenza del Sacro Militare Ordine Costantiniano di San Giorgio
La medaglia di benemerenza del Sacro Militare Ordine Costantiniano di San Giorgio è una medaglia di benemerenza concessa dai due pretendenti al Gran Magistero dell'Ordine Costantiniano di San Giorgio dei Borbone Due Sicilie. In entrambi i casi la medaglia non determina l'appartenenza all'ordine, e non attribuisce alcun titolo cavalleresco. È di libera fruizione e porto per i cittadini italiani sul territorio nazionale, ed è autorizzabile al porto sulle uniformi per i militari e forze dell'ordine, attraverso una richiesta al ministero competente

## La medaglia del ramo franco-napoletano
La medaglia di benemerenza costantiniana del ramo franco-napoletano fu istituita da Ferdinando Maria di Borbone-Due Sicilie, duca di Castro, pretendente al trono delle Due Sicilie ed al Gran Magistero degli Ordini dei Borbone Due Sicilie (1966/2008) con decreto magistrale del 3 dicembre 1967 (integrato il 4 novembre 1982 e poi il 15 maggio 2002), per essere conferita "quale particolare distinzione, a Cavalieri e Dame dell'Ordine od a Personalità che, pur non facendovi parte, dimostrino di apprezzarne lo spirito e le opere benefiche, associandosi alle attività assistenziali dell'Ordine, o rendendo ad esso cospicui servizi", ed anche “alla memoria”.

## La medaglia del ramo ispano-napoletano
La medaglia di benemerenza costantiniana del ramo ispano-napoletano fu istituita a Roma nel 1918 per volere del pretendente al trono delle Due Sicilie ed al Gran Magistero degli Ordini dei Borbone Due Sicilie Alfonso di Borbone delle Due Sicilie e su iniziativa dell'Abate e Monsignore francese Michele Even. La stessa medaglia fu continuata ad essere conferita negli anni a venire, particolarmente negli anni quaranta da parte dei pretendenti del ramo ispano-napoletano, per poi assumerne diversa foggia negli anni sessanta. Due ulteriori e temporanee varianti della medaglia di benemerenza costantiniana sono state istituite nel 2016 e nel 2018 da parte del Principe Pietro di Borbone delle Due Sicilie e Borbone-Orléans, pretendente al Gran Magistero degli Ordini delle Due Sicilie ed al titolo di Capo della Real Casa dei Borbone Due Sicilie, per commemorare, la prima, la partecipazione del Pellegrinaggio Costantiniano in Roma per il Giubileo straordinario della Misericordia, la seconda per commemorare il tricentenario dalla promulgazione della bolla pontificia "Militantis Ecclesiae".
Le medaglie di benemerenza costantiniane del ramo ispano-napoletano sono concesse ai benemerenti dell'Ordine Costantiniano, Cavalieri o non, ed anche alla memoria o per enti.

## Descrizione della medaglia di benemerenza franco-napoletana
Tale decorazione reca nel dritto la croce costantiniana attorniata dalla scritta “S.M. Ordo Costantinianus S.Georgii” e dal motto “In Hoc Signo Vinces”, mentre nel retro porta due fronde di alloro, con al centro l'indicazione “Benemerenti”.
La medaglia si porta sospesa ad un nastro di seta di colore celeste, al lato sinistro del petto, e su essa potrà essere inciso il nome del decorato e la data del conferimento.
La medaglia ha il diametro di cm. 3, e si porta, sospesa ad un nastro di colore celeste, al lato sinistro del petto e sulla stessa potrà essere inciso il nome del decorato e la data del conferimento.
Il nastrino da divisa è in seta celeste, con al centro la riduzione della medaglia stessa.
Tale medaglia è distinta in:
- medaglia d'oro di benemerenza
- medaglia d'argento di benemerenza
- medaglia di bronzo di benemerenza

| Medaglie di benemerenza (Decreto magistrale del 3 dicembre 1967, integrato il 4 novembre 1982, integrato il 15 maggio 2002) |                                   |                                   |
| Medaglia d'oro di benemerenza                                                                                               | Medaglia d'argento di benemerenza | Medaglia di bronzo di benemerenza |

## Descrizione delle medaglie di benemerenza ispano-napoletane
I TIPO (non più in uso)
Tale decorazione, nata nel 1918, era solo in oro e recava da un lato l'effige di San Giorgio e dall'altro la croce, secondo le iconografie da statuto.
II TIPO (attuale)
Tale decorazione reca nel dritto la croce costantiniana attorniata dalla scritta “S.M. Ordo Costantinianvs S.Georgii” e dal motto “In Hoc Signo Vinces”, mentre nel retro porta due fronde di alloro, con al centro l'indicazione “Benemerenti”.
La medaglia ha il diametro di cm. 3.2 e si porta sospesa ad un nastro di seta di colore celeste, al lato sinistro del petto.
Il nastrino da divisa è in seta celeste, con al centro la riduzione della medaglia stessa.
Tale medaglia è distinta in:
- medaglia d'oro di benemerenza
- medaglia d'argento di benemerenza
- medaglia di bronzo di benemerenza

| Medaglie di benemerenza       |                                   |                                   |
| Medaglia d'oro di benemerenza | Medaglia d'argento di benemerenza | Medaglia di bronzo di benemerenza |

III TIPO (solo per l'anno giubilare 2016)
Tale medaglia è distinta in due classi:
- medaglia di benemerenza giubilare d'oro

- medaglia di benemerenza giubilare d'argento

| Medaglia di benemerenza d'oro e d'argento per il giubileo del 2016 |
| Nastrino per divisa                                                |
| Nastrino per divisa                                                |

Per coloro che hanno preso parte al Pellegrinaggio in Roma per il Giubileo della Misericordia dell'anno 2016, è stata istituita con decreto magistrale la medaglia di benemerenza costantiniana giubilare in argento.
La forma della medaglia è romboidale ed il nastrino è il medesimo del II tipo.
Descrizione della medaglia:
al dritto reca la Croce Costantiniana, al rovescio, sotto la corona reale, la legenda “IVBILAEVM / MISERICORDIAE / A.D. MMXVI / BENEMERENTI”.
IV TIPO (solo per l'anno 2018)
Tale medaglia è distinta in:
- medaglia di benemerenza d'oro

- medaglia di benemerenza d'argento

Il nastrino da divisa è in seta celeste con tre pali gialli, con al centro la riduzione della medaglia stessa.
| Medaglie di benemerenza per tricentenario della bolla pontificia "Militantis Ecclesiae" del 2018 |
| Nastrino SMOCSG Militantis                                                                       |

Per coloro che hanno preso parte alle celebrazioni pontificali del 2018 (6, 7, 8 Aprile in Roma, Viterbo e Caprarola) per la ricorrenza commemorativa del tricentenario dalla promulgazione della bolla pontificia "Militantis Ecclesiae" (1718) da parte di Papa Clemente XI, è stata istituita con decreto magistrale la medaglia di benemerenza costantiniana in oro ed argento. La bolla è particolarmente significativa per l'Ordine Costantiniano, in quanto con essa il Gran Magistero entrò nella successione della Primogenitura Farnesiana.
La forma della medaglia è circolare con alle estremità i bracci della Croce Costantiniana con le lettere iniziali del motto (I.H.S.V.) e le lettere Alfa ed Omega, mentre il nastrino da divisa è in seta celeste con tre bande in oro verticali ed al centro la riduzione della medaglia stessa.
Descrizione della medaglia:
al dritto reca lo stemma pontificio di Papa Clemente XI con la legenda “MILITANTIS ECCLESIAE / 1718-2018”; al rovescio reca la scena di San Giorgio a cavallo che lotta contro il drago sovrastante la legenda “BENEMERENTI”, intorno la legenda “PETRVS BORBONIVS CALABRIAE DVX MAGNUS MAGISTER”.